# Arizona Coyotes
Arizona Coyotes – amerykański klub hokejowy z siedzibą w Glendale (Arizona).

## Historia
W lidze NHL zespół pod nazwą Phoenix Coyotes występuje od sezonu 1996/97. Jest kontynuacją prawną kanadyjskiego zespołu Winnipeg Jets założonego w 1972. Od początku istnienia do 2002 r. zespół regularnie awansował do fazy play-off NHL. Następny awans "Kojotów" do fazy posezonowej miał jednak miejsce dopiero w 2009 roku. Drużyna po raz pierwszy przeszła I rundę fazy play-off w sezonie NHL (2011/2012), kiedy to w stosunku meczów 4:2 pokonali Chicago Blackhawks. Odpadli, przegrywając dopiero w finale konferencji zachodniej 1:4 z późniejszym zdobywcą Pucharu Stanleya, Los Angeles Kings. Właścicielami klubu byli Jerry Moyes i Wayne Gretzky. W sierpniu 2013 klub został zakupiony przez IceArizona Acquisition Co. LLC., grupę północnoamerykańskich biznesmenów. W styczniu 2014 władze klubu Phoenix Coyotes ogłosiły, że od sezonu NHL (2014/2015) zespół będzie występować pod nazwą Arizona Coyotes.
Zespół posiadał afiliacje w postaci klubów farmerskich w niższych ligach. Tę funkcję pełnią Portland Pirates w lidze AHL, Arizona Sundogs w CHL i Gwinnett Gladiators w rozgrywkach ECHL. W przeszłości klubem farmerskim był San Antonio Rampage.
Po sezonie NHL (2023/2024) ogłoszono wycofanie zespołu z NHL, w miejsce którego od edycji NHL (2024/2025) przyjęto Utah Hockey Club.

## Osiągnięcia
- Mistrzostwo dywizji: 2012

## Sezon po sezonie
| Ostatnie sezony | Ostatnie sezony | Ostatnie sezony | Ostatnie sezony | Ostatnie sezony | Ostatnie sezony | Ostatnie sezony | Ostatnie sezony | Ostatnie sezony | Ostatnie sezony | Ostatnie sezony | Ostatnie sezony | Ostatnie sezony | Ostatnie sezony         |
| Sezon           | Konferencja     | Miejsce         | Dywizja         | Miejsce         | Mecze           | Z               | P               | R               | PK              | Pkt             | ZB              | SB              | Wyniki play-off         |
| --------------- | --------------- | --------------- | --------------- | --------------- | --------------- | --------------- | --------------- | --------------- | --------------- | --------------- | --------------- | --------------- | ----------------------- |
|                 |                 |                 |                 |                 |                 |                 |                 |                 |                 |                 |                 |                 |                         |
| 2019–20         | Zachodnia       | 11              | Pacyficzna      | 5               | 701             | 33              | 29              | –               | 8               | 74              | 195             | 185             | Porażka z Avalanche 1-4 |
|                 |                 |                 |                 |                 |                 |                 |                 |                 |                 |                 |                 |                 |                         |
| 2018–19         | Zachodnia       | 9               | Pacyficzna      | 4               | 82              | 39              | 35              | –               | 8               | 86              | 213             | 223             | Nie zakwalifikowała się |
|                 |                 |                 |                 |                 |                 |                 |                 |                 |                 |                 |                 |                 |                         |
| 2017–18         | Zachodnia       | 15              | Pacyficzna      | 8               | 82              | 29              | 41              | –               | 12              | 70              | 208             | 256             | Nie zakwalifikowała się |
|                 |                 |                 |                 |                 |                 |                 |                 |                 |                 |                 |                 |                 |                         |
| 2016–17         | Zachodnia       | 12              | Pacyficzna      | 6               | 82              | 30              | 42              | –               | 10              | 70              | 197             | 260             | Nie zakwalifikowała się |
|                 |                 |                 |                 |                 |                 |                 |                 |                 |                 |                 |                 |                 |                         |
| 2015–16         | Zachodnia       | 10              | Pacyficzna      | 4               | 82              | 35              | 39              | –               | 8               | 78              | 209             | 245             | Nie zakwalifikowała się |

| Sezony od 2010/2011 do 2014/2015 | Sezony od 2010/2011 do 2014/2015 | Sezony od 2010/2011 do 2014/2015 | Sezony od 2010/2011 do 2014/2015 | Sezony od 2010/2011 do 2014/2015 | Sezony od 2010/2011 do 2014/2015 | Sezony od 2010/2011 do 2014/2015 | Sezony od 2010/2011 do 2014/2015 | Sezony od 2010/2011 do 2014/2015 | Sezony od 2010/2011 do 2014/2015 | Sezony od 2010/2011 do 2014/2015 | Sezony od 2010/2011 do 2014/2015 | Sezony od 2010/2011 do 2014/2015 | Sezony od 2010/2011 do 2014/2015                                           |
| Sezon                            | Konferencja                      | Miejsce                          | Dywizja                          | Miejsce                          | Mecze                            | Z                                | P                                | R                                | PK                               | Pkt                              | ZB                               | SB                               | Wyniki play-off                                                            |
| -------------------------------- | -------------------------------- | -------------------------------- | -------------------------------- | -------------------------------- | -------------------------------- | -------------------------------- | -------------------------------- | -------------------------------- | -------------------------------- | -------------------------------- | -------------------------------- | -------------------------------- | -------------------------------------------------------------------------- |
|                                  |                                  |                                  |                                  |                                  |                                  |                                  |                                  |                                  |                                  |                                  |                                  |                                  |                                                                            |
| 2014–15                          | Zachodnia                        | 14                               | Pacyficzna                       | 7                                | 82                               | 24                               | 50                               | –                                | 8                                | 56                               | 170                              | 272                              | Nie zakwalifikowała się                                                    |
|                                  |                                  |                                  |                                  |                                  |                                  |                                  |                                  |                                  |                                  |                                  |                                  |                                  |                                                                            |
| Phoenix Coyotes                  |                                  |                                  |                                  |                                  |                                  |                                  |                                  |                                  |                                  |                                  |                                  |                                  |                                                                            |
|                                  |                                  |                                  |                                  |                                  |                                  |                                  |                                  |                                  |                                  |                                  |                                  |                                  |                                                                            |
| 2013–14                          | Zachodnia                        | 9                                | Pacyficzna                       | 4                                | 82                               | 37                               | 30                               | –                                | 15                               | 89                               | 216                              | 231                              | Nie zakwalifikowała się                                                    |
|                                  |                                  |                                  |                                  |                                  |                                  |                                  |                                  |                                  |                                  |                                  |                                  |                                  |                                                                            |
| 2012–13                          | Zachodnia                        | 10                               | Pacyficzna                       | 4                                | 48                               | 21                               | 18                               | –                                | 9                                | 51                               | 125                              | 131                              | Nie zakwalifikowała się                                                    |
|                                  |                                  |                                  |                                  |                                  |                                  |                                  |                                  |                                  |                                  |                                  |                                  |                                  |                                                                            |
| 2011–12                          | Zachodnia                        | 3                                | Pacyficzna                       | 1                                | 82                               | 42                               | 27                               | –                                | 13                               | 97                               | 216                              | 204                              | Zwycięstwo z Blackhawks 4-2 Zwycięstwo z Predators 4-1 Porażka z Kings 1-4 |
|                                  |                                  |                                  |                                  |                                  |                                  |                                  |                                  |                                  |                                  |                                  |                                  |                                  |                                                                            |
| 2010–11                          | Zachodnia                        | 6                                | Pacyficzna                       | 3                                | 82                               | 43                               | 26                               | –                                | 13                               | 99                               | 231                              | 226                              | Porażka z Red Wings 0-4                                                    |

Legenda:

Z = Zwycięstwa, P = Porażki, R = Remisy (do sezonu 2004/2005), PK = Przegrane po dogrywce lub karnych, Pkt = Punkty, ZB = Bramki zdobyte, SB = Bramki stracone
| Puchar Stanleya | Mistrz Konferencji | Mistrz Dywizji | Awans do play-off | Presidents’ Trophy |

- 1 Sezon zasadniczy ze względu na epidemię koronawirusa został przerwany a następnie zakończony. W meczach kwalifikacyjnych do playoff Coyotes pokonały Nashville Predators 3-1.

## Szkoleniowcy

### Nagrody i osiągnięci
- Jack Adams Award (dla najlepszego trenera) – nagrodzony Rona Francisa (2002)
- Jack Adams Trophy (dla najlepszego trenera sezonu zasadniczego) nagrodzony Dave Tippet (2011)

## Zawodnicy

### Kapitanowie drużyny
- Keith Tkachuk, 1996–2001
- Teppo Numminen, 2001–2003
- Shane Doan, 2003–2017
- Oliver Ekman Larsson, 2018–

### Numery zastrzeżone i uhonorowane

#### Numery zastrzeżone
| Numer | Zawodnik      | Pozycja                              | Kariera                              | Data zastrzeżenia                    |
| ----- | ------------- | ------------------------------------ | ------------------------------------ | ------------------------------------ |
| 19    | Shane Doan1   | Prawoskrzydłowy                      | 1996–2017                            | 24 lutego 2019                       |
|       |               |                                      |                                      |                                      |
| 99    | Wayne Gretzky | Numer zastrzeżony dla całej ligi NHL | Numer zastrzeżony dla całej ligi NHL | Numer zastrzeżony dla całej ligi NHL |

- 1 S.Doan jest pierwszym zawodnikiem, którego numer został zastrzeżony i jako pierwszy, 24.02.2019, zawieszony pod dachem lodowiska.

#### Numery uhonorowane
- 7 –  Keith Tkachuk
- 9 –  Bobby Hull
- 10 –  Dale Hawerchuk
- 25 –  Thomas Steen
- 27 –  Teppo Numminen
- 97 –  Jeremy Roenick

### Występy Wojtka Wolskiego
2 marca 2010 roku do Phoenix Coyotes został przekazany Polak, Wojtek Wolski z drużyny Colorado Avalanche. Za niego w ramach wymiany do Denver trafili zawodnicy z Phoenix – Peter Mueller oraz Kevin Porter. 11 stycznia 2011 Wolski odszedł do New York Rangers.